# Pterocryptus feriatus
Pterocryptus feriatus är en stekelart som först beskrevs av Tosquinet 1896.  Pterocryptus feriatus ingår i släktet Pterocryptus och familjen brokparasitsteklar. Inga underarter finns listade i Catalogue of Life.